# ربط سني
طب الأسنان اللاصق (بالإنجليزية: Adhesive dentistry) هو فرع من طب الأسنان يتعامل مع الربط أو اللصق لمادة الأسنان الطبيعية، الميناو العاج. هذا النوع يدرس طبيعة وقوة الالتصاق بالأنسجة الصلبة السنية، خصائص المواد اللاصقة، أسباب فشل الاتصاق والمواد الرابطة، التقنية الإكلينيكية للربط وأحدث التطبيقات للارتباط مثل الارتباط بالأنسجة الرخوة. هناك أيضاً ربط الراتين المركب المباشر والذي يستخدم مادة الراتين المركب الملون بلون الأسنان لإصلاح تلف الأسنان مثل الصدوع أو الفجوات.
الربط السني هي عملية يقوم طبيب الأسنان فيها بوضع مادة الراتين الملونة بلون الأسنان (مادة لدينة ذات متانة عالية) ويتصلب باستخدام ضوء مرئي أزرق. هذا في النهاية يربط المادة بالسن ويحسن المظهر العام للأسنان. تقنية ربط الأسنان لها تطبيقات إكلينيكية مختلفة تتضمن طب الأسنان العلاجي وطب الأسنان الوقائي وأيضاً تجميل الأسنان، طب أسنان الأطفال، التعويضات السنية وتقويم الأسنان.

## تاريخ
بدأ طب الأسنان اللاصق في عام 1955 بصحيفة من قبل دكتور مايكل بيونوكور (Dr. Michael Buonocore) عن فوائد التخريش بالحمض. تغيرت التقنيات مرات عديدة منذ ذلك الحين. وذكرت الأجيال المعروفة من اللواصق بشكل عام في المطبوعات. تطورت اللواصق السنية من نظام عدم التخريش إلى التخريش الكلي (الجيل الرابع والخامس) إلى التخريش الذاتي (الجيل السادس والسابع). تطور المنتجات لم يحسن الخواص الفيزيائية فقط بل حسن ملائمتها أيضاً.
إيروين سميجيل (Irwin Smigel)مؤسس الجمعية الأمريكية لطب الأسنان التجميلي ودبلومة المجلس الأمريكي لطب الأسنان التجميلي ورئيسها الحالي، كان من أوائل الذين وسعوا استخدام الرابط السني باستخدامه لإغلاق فجوات ما بين الأسنان وإطالة الأسنان كما استخدم في إعادة ضبط حواف الفم بإكمله بدلاً من استخدام التيجان. محاضرات الدكتور سميجيل في جميع أنحاء العالم بعد قيامه بعمل أكثر شمولية على هذه العملية أكثر من أي طبيب آخر. في عام 1979 أصدر دليل لطب الأسنان التجميلي بعنوان (صحة الأسنان/ جمال الأسنان) “Dental Health/Dental Beauty”.

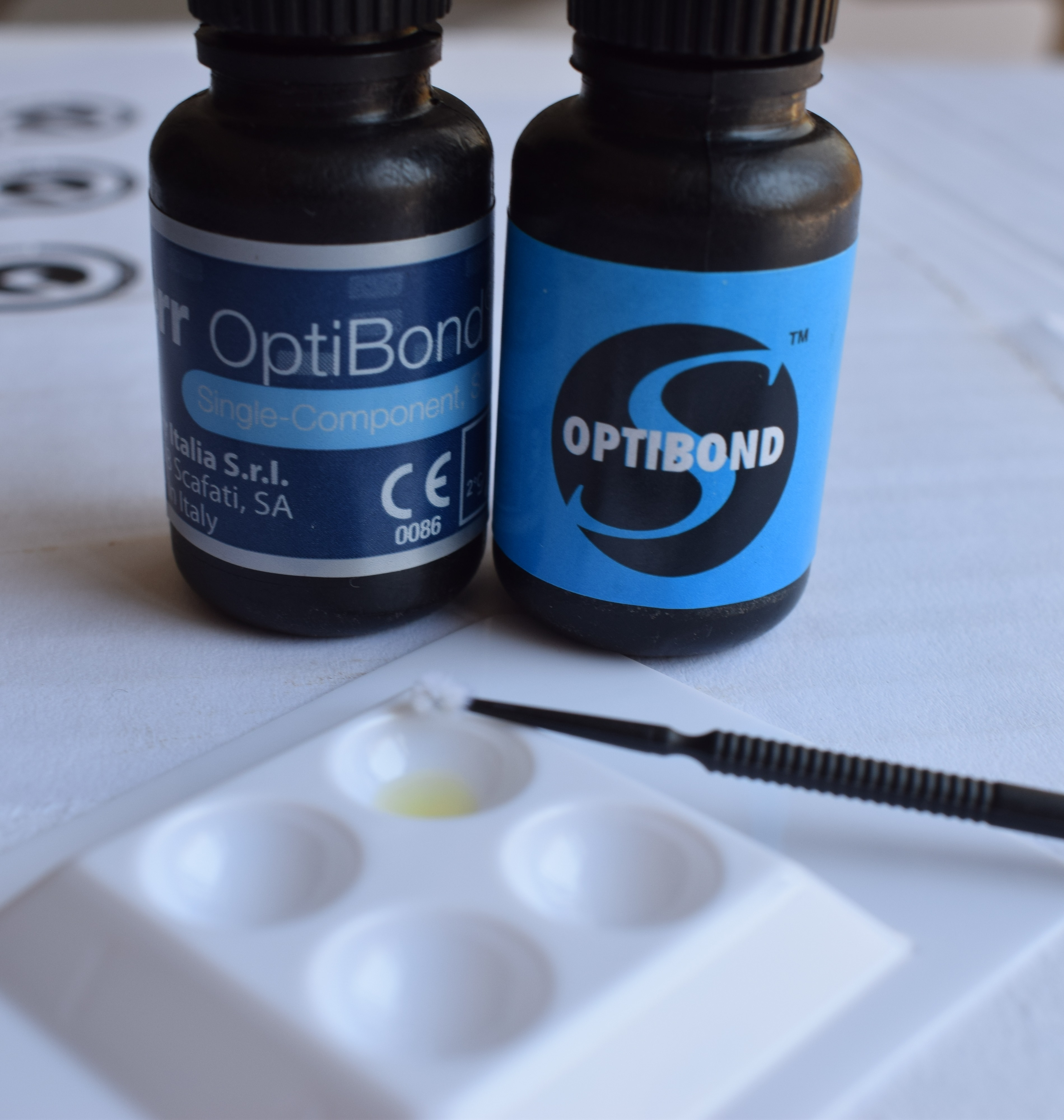
لاصق شامل يستخدم في الترميمات المباشرة والغير مباشرة من Kerr

في عام 2012 تمت التجارة في لواصق أسنان شاملة جديدة. اللاصق الشامل يرتبط بكل ركائز الأسنان، والتي تتضمن المينا، العاج، المعدن، البورسلين، الخزف والزيركونيا. المصطلح لاصق «شامل» ليس جديد. في الواقع، العديد من اللواصق السابقة سميت أو وصفت بأنها لواصق شاملة مثل لاصق إكس بي رابط-شامل تخريش-كلي من دينت سبلاي ((XP Bond-Universal Total-etch Adhesive (Dentsply)، لاصق الخطوة الواحدة الشامل من بيسكو (Bisco). ولكن ما يزال لا يوجد تعريف ل«اللاصق الشامل» في عام 2012، المصطلح «لاصق شامل» كان لديه العديد من التعريفات مثل:
أ) يمكن أن يستخدم في تقنيات التخريش الكلي، التخريش الذاتي والتخريش الانتقائي.
ب) يمكن أن يستخدم مع مواد التصلب الضوئي، التصلب الذاتي والتصلب المزدوج (بدون استخدام منشط منفصل).
ج) يمكن أن يستخدم في الركائز المباشرة والغير مباشرة.
د) يمكن أن يلتصق بكل الركائز السنية مثل العاج، المينا، المعدن، الخزف، البورسلين والزيركونيا.
في عام كان هناك فقط لاصقان شاملان جديدان تجارياً. في نوفمبر من عام أصدرت 3M ESPE مادة ScotchBond Universal الجديدة. هذه المادة تتطلب منشط ذاتي التصلب منفصل أو أسمنت خاص خالي الأمين مزدوج التصلب عند الاستخدام مع المواد ذاتية التصلب أو مزدوجة التصلب، إلا إذا استخدم مع أنواع معينة من الإسمنت الموصى باستخدامه من قبل المُصَنِّع مثل (RelyX Ultimate). بالإضافة إلى أنه يحتوي على السيلان (silane) والMDP، مما يمكنه من اللصق الفعال لكل أنواع المواد المرممة، مثل الخزف الزجاجي، المعدن، الراتين المركب وأكسيد الزيركونيوم. في مارس عام قام عالم بيسكو الدكتور ليانج شين وزملاؤه بتطوير لاصق-كلي شامل جديد، والذي يمكن أن يستخدم في تقنيات التخريش الكلي، التخريش الذاتي والتخريش الانتقائي، ومع أي مادة ذاتية التصلب أو ضوئية التصلب أو مزدوجة التصلب. دون الحاجة إلى منشط منفصل، يمكن أن يستخدم للركائز المباشرة والغير مباشرة، ويمكن أن يلتصق مع أي ركيزة سنية (السيلان الإضافي أو بادئ الخزف مطلوب عند لصق الخزف الزجاجي أو الحشو المركب المتصلب كخطوة منفصلة إضافية). ومع ذلك منشورات بيسكو الحالية تظهر فقط معلومات الالتصاق عند استخدامه مع إسمنت بيسكو.